# Кронід (Міщенко)
Єпископ Кронід, (в миру Михайло Гаврилович Міщенко, нар. 25 серпня 1940, с. Кучинівка, Щорський район, Чернігівська область, Українська РСР, СРСР — † 7 вересня 1993, м. Дніпропетровськ, Україна)  — архієрей Української православної церкви (Московського патріархату), єпископ Дніпропетровський і Криворізький.
Народився 25 серпня 1940 року в селі Кучинівка Щорського району Чернігівської області. Батько загинув на фронті. У 1958 році після закінчення 10 класів загальноосвітньої школи прислужував у вівтарі Троїцького кафедрального собору в Чернігові і ніс послух іподиякона.
У 1960—1963 роках служив в лавах Радянської Армії. З 1963 по 1967 рік працював на виробництвах Чернігова.
У 1967 році вступив до Московської духовної семінарії.
23 березня 1970 року зарахований до братії Троїце-Сергієвої Лаври. 10 травня 1970 року прийняв чернечий постриг з ім'ям Кронід. 28 червня 1970 архієпископом Іркутським і Читинському Веніаміном висвячений в сан ієродиякона, а 12 лютого 1971 року — в сан ієромонаха.
Після закінчення семінарії був зарахований до Московської духовної академії, яку закінчив в 1975 році зі ступенем кандидата богослов'я.
З 1970 по 1992 роки проходив послух у Троїце-Сергієвій Лаврі. Ніс послух у ризниці, був старшим просфорником, співав у лаврському хорі.
16 вересня 1992 року рішенням Священного Синоду Української Православної Церкви йому було визначено бути єпископом Дніпропетровським і Криворізьким. 18 вересня того ж року відбулося наречення, а 19 вересня, в Хресто-Воздвиженському храмі Києво-Печерської Лаври архієрейська хіротонія, яку звершив митрополит Київський і всієї України Володимир (Сабодан) у співслужінні архієреїв.
Помер 7 вересня 1993 року. Похований в огорожі кафедрального Троїцького собору Дніпропетровська, поруч з могилами архієпископів Андрія (Комарова) і Варлаама (Ільющенко).